# 1828
1828. је била преступна година.

## Догађаји

### Мај
- 14. мај — Ђурђевска скупштина у Крагујевцу (1828)

### Новембар
- 8. новембар — Митровска скупштина у Крагујевцу (1828)

## Рођења

### Фебруар
- 8. фебруар — Жил Верн, француски писац научно-фантастичних романа. (†1905).

### Март
- 20. март — Хенрик Ибзен, норвешки књижевник. (†1906)

### Септембар
- 9. септембар — Лав Толстој, руски књижевник

### Новембар
- 25. новембар — Фрањо Рачки, хрватски историчар и свештеник

## Смрти

### Април
- 16. април — Франсиско Гоја, шпански сликар

### Јун
- 12. јун — Жак Александар Бернар Лористон, француски маршал и дипломата. (* 1768).

### Август
- 19. новембар — Франц Шуберт, аустријски композитор. (* 1797).